# Éclipse solaire du 25 novembre 2011
Une éclipse solaire partielle a eu lieu dans les premières heures du 25 novembre 2011. Il s'agit de la dernière des quatre éclipses solaires partielles de 2011, et la 8e du XXIe siècle. Elle eut lieu, il y a : 13 ans, 3 mois et 5 jours.

## Zone de visibilité

Carte animée de l'éclipse du 25 novembre 2011.

Elle a balayé tout le continent Antarctique. Le maximum s'est produit au large des côtes de la péninsule de l'Antarctique occidentale avec une éclipse partielle à plus de 90 %. C'était précisément là où le Soleil de minuit était juste à l'horizon.
L'extrême sud de l'Afrique a eu une éclipse partielle infime dans la matinée locale, ainsi qu'en Tasmanie dans la soirée locale. L'éclipse est aussi passée en Nouvelle-Zélande au coucher du soleil.

### Carte de la NASA
- (en) Carte de l'éclipse générale et informations sur l'éclipse Eclipse Predictions by Fred Espenak, NASA/GSFC

### Vidéos
- Partial Solar Eclipse 25 Nov 2011
- Partial Solar Eclipse of 2011 november 25
- Partial Solar Eclipse Event for Nov. 25 2011
- Solar Eclipse Nov 25, 2011 + Ring of Fire May 20, 2012